# 캐럴 포터
캐럴 포터(Carol Potter, 1958년 5월 21일 ~ )는 미국의 배우이다.